# Lucas Otávio
Lucas Otávio Veiga Lopes, meglio noto come Valdívia (Bandeirantes, 9 ottobre 1994), è un ex calciatore brasiliano, di ruolo centrocampista.

## Caratteristiche tecniche
È una mediano.

## Carriera
È cresciuto nelle giovanili del Santos, ha esordito il 25 luglio 2013 in occasione del match di Coppa del Brasile vinto 2-0 contro il CRAC.